# أوستيوليبس
أوستيوليبس (بالإنجليزية: Osteolepis) وتعني "عظم" و(باليونانية: λεπίς) وتعني "حرشفة" يُعد جنسًا منقرضًا من الأسماك الفصية الزعانف التي تعود إلى العصر الديفوني. عاش في بحيرة أوركادي في شمال إسكتلندا.
بلغ طول أوستيوليبس نحو 20 سنتيمتر (7.9 بوصة)، وكان مغطى بحراشف كبيرة مربعة الشكل. غُطيت الحراشف والصفائح على رأسه بطبقة رقيقة من مادة عظمية إسفنجية تُعرف باسم كوزمين. احتوت هذه الطبقة على قنوات متصلة بخلايا حسية عميقة في الجلد، حيث انتهت هذه القنوات بمسام على السطح، ويُرجح أنها كانت تُستخدم لاستشعار الاهتزازات في الماء.
انتمى أوستيوليبس إلى مجموعة ريبيدستيا، حيث امتلك عددًا من الخصائص المشتركة مع التيترابودات (الفقاريات البرية وأحفادها)، ويُعتقد أنه كان قريبًا من أصل شجرة العائلة الخاصة بالتيترابودات.

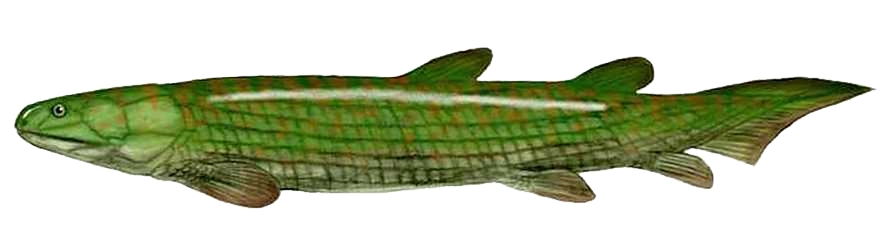
إعادة تشكيل